# Montclair (Metro de Los Ángeles)
Montclair es una estación bajo construcción en la línea A del Metro de Los Ángeles y es administrada por la Autoridad de Transporte Metropolitano del Condado de Los Ángeles. La estación se encuentra localizada en Montclair, California. Es la segunda y última estación en la extensión Foothill 2B en el valle de San Gabriel. Esta programada la inauguración para el verano de 2030 adjunto la estación Montclair de la linea San Bernardino de Metrolink.

## Servicios
- Foothill Transit:188, 197, 480, 492, 699
- OmniTrans: 66, 84, 85, 88
- Riversdie Transit Agency: 204